# Castelli della provincia di Brindisi
Questo è l'elenco dei principali castelli e palazzi baronali presenti sul territorio della provincia di Brindisi:
- Castello alfonsino o Rosso o a Mare di Brindisi
- Castello svevo di Brindisi
- Torre Rossa di Brindisi
- Torre Testa di Brindisi
- Torre Cavallo di Brindisi
- Torre Mattarelle di Brindisi
- Bastione San Giacomo o di Carlo V di Brindisi
- Castello di Serranova di Carovigno
- Torre Santa Sabina di Carovigno
- Castello di Carovigno
- Torre Guaceto di Carovigno
- Castello di Ceglie Messapica
- Castello di Cellino San Marco
- Torre Circolare di Cisternino
- Torre Quadrata di Cisternino
- Torre Difesa di Malta Fasano
- Masseria Fortificata Salamina di Pezze di Greco a Fasano
- Masseria Fortificata Ottava Piccola di Montalbano a Fasano
- Masseria Seppannibale Grande di Fasano
- Masseria Bettolecchia di Savelletri a Fasano
- Torre della Masseria San Domenico di Savelletri a Fasano
- Castello Imperiali di Francavilla Fontana
- Masseria Fortificata Torricella di Francavilla Fontana
- Palazzo Imperiali di Latiano
- Castello di Mesagne
- Castello di Oria
- Castello di Ostuni
- Torre San Leonardo di Pilone di Marina ad Ostuni
- Castello di Villanova a Ostuni
- Castello arcivescovile di San Pancrazio Salentino
- Torre di San Pietro Vernotico
- Castello Dentice di Frasso di San Vito dei Normanni
- Castello Ulive di Alceste a San Vito dei Normanni
- Castello di Torre Santa Susanna
- Castello di Villa Castelli
- Torre Antoglia di Villa Castelli